# 火星运河

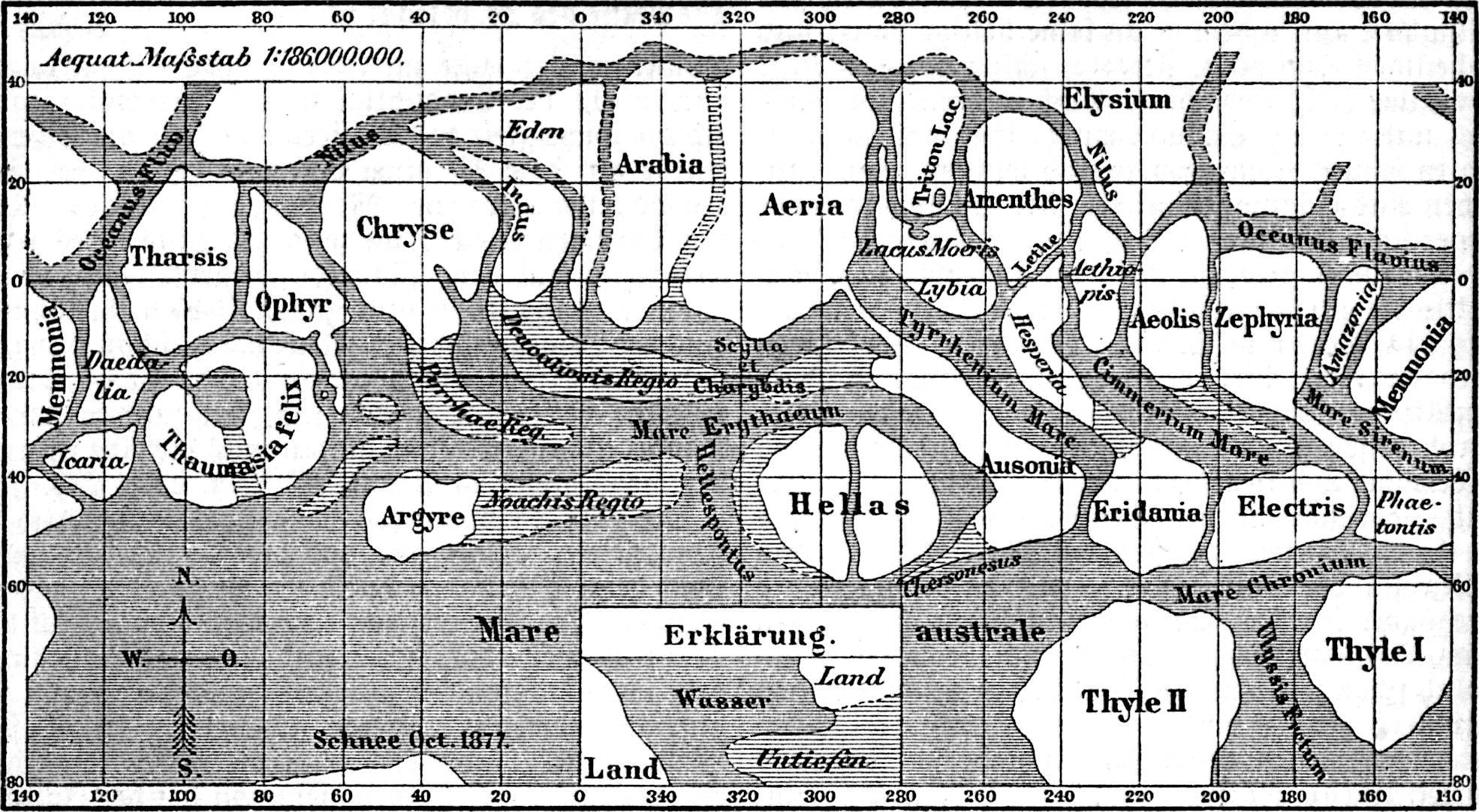
1877年乔凡尼·斯基亚帕雷利绘制的火星地图。

在19世纪末和20世纪初，人们错误地认为火星上存在"运河"。早期天文学家使用低分辨率望远镜在没有摄影的情况下观测到火星赤道南、北纬60°之间地区分布有大片细长的直线网络。1877年火星冲日期间，意大利天文学家乔凡尼·斯基亚帕雷利首次对它们进行了描述，并得到后来观察者们的证实。斯基亚帕雷利称它们为“渠道”(canali)，而英语误译成“运河”(canals)。爱尔兰天文学家查尔斯·爱德华·伯顿(Charles E.Burton)绘制了部分火星上最早的直线特征图，尽管他的绘图与斯基亚帕雷利的并不相符。二十世纪之交，甚至有人猜测这些是工程建筑，是火星本土智慧文明所建造的灌溉渠。到了二十世纪初，经过改进的天文观测发现“运河”实际上是一种光学幻觉，现代太空探测器对火星表面高分辨率测绘显示没有此类特征。

## 历史

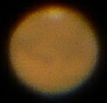
6英寸(15厘米)口径反射望远镜看到的火星，斯基亚帕雷利看到的可能就是如此。

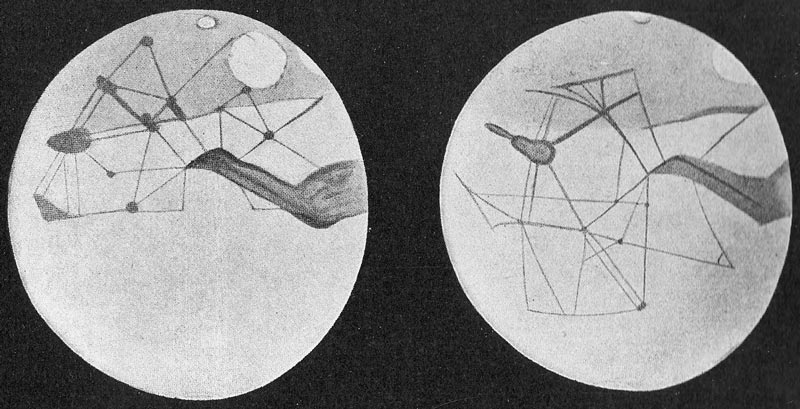
帕西瓦尔·洛厄尔绘制的火星运河图

意大利语中的"canale"(复数:"canali")一词可表示为“运河”、“灌溉渠”、“通道”、“管道”或“沟渠”之类。1858年，安杰洛·西奇是首位将运河与火星联系起来的人，尽管他并没看到任何直线，并将该词应用于大型特征，例如，他使用“亚特兰提科运河”(canale Atlantico)这一名字来称呼后来的大瑟提斯高原。
考虑到他们原始的天文仪器，这些可敬的科学家在火星上看到实际不存在的特征并不奇怪。在19世纪末，天文观测是在没有摄影的情况下进行的。天文学家必须通过望远镜凝视数小时，等待空气平静后图像清晰时，再画出他们所看到的景象。天文学家当时认为火星有一层相对厚实的大气，也知道火星的自转周期(一天的长度)与地球的差不多，而且他们知道火星自转轴角度也几乎与地球相同，这意味着它有天文和气象意义上的季节。他们还能看到火星极地冰盖随季节的不同而产生变化。由于与地球相似，使他们误将浅色地表上较暗的反照率特征(例如大瑟提斯)解释为海洋。然而，到了20世纪20年代末，人们知道火星非常干燥，大气压也很低。
1889年，美国天文学家“查尔斯·奥古斯都·扬”(Charles A.Young)报告说，斯基亚帕雷利于1877年发现的运河在1881年已被证实，虽然新运河出现在了此前从未有过的地方，这就引发出了有关它们起源的“非常重要又令人困惑的”问题。
1892年的“火星冲日”期间，威廉·亨利·皮克林观察到许多黑色小圆点出现在“运河”的每个交叉点或起点处，这其中许多被斯基亚帕雷利看到过的较大暗块，被称为海洋或湖泊。皮克林的观测站位于秘鲁阿雷基帕海拔约2400米处，在他看来，此地的大气条件，相当于将望远镜的口径扩大了两倍。不久，这些特征也被其他观察者们发现，尤其是洛厄尔。
在1892年和1894年火星冲日期间，人们报道了火星表面的季节性颜色变化。当极地积雪融化时，邻近的海洋似乎出现了泛滥，并蔓延到远至经常看上去明显呈绿色的热带地区。在这一时期(1894年)，人们开始怀疑火星上是否根本就没有海洋。在最佳观测条件下，那些所谓的“海洋”看上去全部消失的无影无踪，取而代之的是其外观呈现出山区地貌，从高处看遍布山脊、裂谷和峡谷。这些怀疑很快就成了确定的事实，现在人们普遍认为火星表面没有永久性的地表水。 

### 人造工程说
火星上有生命的假说源于所观测到地表特征的季节性变化，这种变化一开始被解释是植物季节性生长的缘故(事实上部分原因为火星沙尘暴)。
1894年火星冲日期间，美国天文学家帕西瓦尔·洛厄尔和其他一些人首先提出斯基亚帕雷利“运河”实际上是智慧生物建造的灌溉渠，这一观点在后来被普遍认为是唯一可理解的解释。从所看到的火星极地冰帽季节性融化，引发了一种猜测，即一种火星上的高级种族建造了运河，并将水输送至干旱的赤道地区。报纸和杂志上刊登的有关火星运河和“火星人”文章吸引了公众的想象力。洛厄尔在1895年的《火星》、1906年的《火星及其运河》和1908年的《生命之所的火星》三本书中发表了他的观点。在他的余生中，他始终执促地认为火星运河是由智慧文明为灌溉而造，比斯基亚帕雷利走的更远，而后者认为洛厄尔绘图中的许多细节都是虚构的。部分观察者绘制了一些火星地图，其中显示了几十条甚至数百条运河，并对所有运河进行了详细的命名。一些观察者看到了一种他们称之为“双生”或成对的现象，即两条平行的运河。19世纪末是大规模兴建各类大型基础设施的时期，尤其是建造运河，如苏伊士运河于1869年完工，1880年法国开始尝试修建巴拿马运河，但未获成功。可以理解的是，19世纪接受火星定居文明理念的人可能会把运河特征理解为巨大的工程设施。

### 怀疑
其他观察者们对运河的理解提出了异议，天文学家爱德华·爱默生·巴纳德就称从未看到过它们。1903年，约瑟夫·爱德华·埃文斯(Joseph Edward Evans)和爱德华·沃尔特·蒙德利用小学生志愿者进行了一次视觉实验，演示了运河错觉是如何产生的。这是因为当从一架质量较差的望远镜中看到许多点状特征(如太阳黑子或撞击坑)时，它们似乎会连接成一条线。洛厄尔的助手“安德鲁·埃利奥特·道格拉斯”(A.E.Douglass)也根据自己的实验，从心理学角度解释了这些观察结果(为此与洛厄尔闹翻)。1907年，英国博物学家阿尔弗雷德·拉塞尔·华莱士出版了《火星适合居住吗？》一书，严厉抨击了洛威尔的说法。华莱士的分析显示，火星表面几乎肯定比洛厄尔估计的要冷得多，而且大气压太低，液态水不可能存在于火星表面。他指出，最近几次用光谱分析寻找火星大气中水蒸气证据的努力都失败了。最后他总结道，不可能存在复杂的生命，更遑论洛厄尔所称的环球灌溉系统了。
1909年火星冲日期间，权威观测者欧仁·米歇尔·安东尼亚第使用巴黎天文台83厘米(2.6英寸)口径望远镜没看到任何运河，而拍摄于日中峰天文台(Pic du Midi observatory)新贝勒劳穹顶出色的火星照片在1909年给火星运河论带来了真正的信任危机，运河的概念开始变得不受欢迎了。此时，光谱分析也显示火星大气中不存在水。然而，截至1916年，曾任《科学美国人》和后来《科技新时代》月刊编辑的“瓦尔德马尔·肯普弗特”(Waldemar Kaempffert)为对抗怀疑论者，仍积极地为火星运河论辩解。

### 探测器的证据
1965年，美国水手4号探测器抵达了火星，它拍摄的照片显示了撞击坑和一片荒芜贫瘠的地貌，这是对火星可被更高形式生命定居，或存在任何运河地貌猜想的最终定论。估计地表大气压为4.1至7.0毫巴(410至700帕斯卡)，只相当于地球大气压的0.4%至0.7%，白天温度为摄氏-100度，没有检测到磁场或火星辐射带。威廉·肯尼斯·哈特曼解释这些“运河”是风在山脉和撞击坑背风侧形成的沙尘条纹。

## 流行文化
同步自转水星上的克莱门特晨昏区、沼泽和丛林密布的金星以及遍布运河的火星，所有这些经典科幻小说中的花招，实际上都是基于行星科学家早期的误解。
——卡尔·萨根，1978年
尽管自1877年乔凡尼·斯基亚帕雷利提出火星运河来，运河的概念就已广为流传，但早期的火星虚构小说中却忽略了这些特征。如在赫伯特·乔治·威尔斯的《星际战争》(1897年)一书中就并没提到它们，只描述了一颗逐渐干涸的火星，对地球资源虎视眈眈，它的海洋在不断减少，如斯基亚帕雷利的地图所示。后期的小说作品，受洛厄尔理论的影响，描述了一颗越来越干旱的火星，运河成为一个更突出的特点，尽管如何解释这些运河因作者而异。
- 1889年，“卡米伊·弗拉马利翁”在《乌拉尼》(1890年英文版《乌拉尼亚》)一书中描述了火星上的生命：“他们把河道拉直并延伸，使之像运河一样，在陆地上建造了一套巨大的运河网。大陆本身并不像地球陆地到处遍布着阿尔卑斯山或喜马拉雅山脉般的崇山峻岭，而是广袤辽阔的平原，四面八方贯穿着运河，运河以及溪流将所有海洋连接在一起”。
- 1898年，“加勒特·普特南·塞维”(Garrett Putnam Serviss' )的《爱迪生征服火星》一再提到斯基亚帕雷利运河(在故事结局中起着关键作用)，但没详细描述它们，显然认为它们只是与地球上相类似的灌溉渠—他忽略了这样一个事实：从地球上空很难看到灌渠。塞维斯的火星也有湖泊和海洋。
- 1900年，“乔治·格里菲斯”(George Griffith)的《太空蜜月》将运河描述为海湾和海峡的遗迹，“由...火星劳工拓宽、挖深并延长”。
- 1902年，“卡尔·荣格”的医学毕业论文《关于神秘现象的心理学和病理学》描述了一位15岁女患者的叙述，在降神会中遇到超自然生物灵媒：“她告诉我们该星球居住者的所有特色：...整个火星都覆盖着运河，运河都是平坦的沟渠，里面的水很浅。开挖运河并没给火星人带来特别麻烦，因为那里的土壤比地球上的更轻”[15]。
- 1912年，“埃德加·赖斯·巴勒斯”的《火星公主》描述了一颗几乎完全沙漠化的火星，表面只有一小块液态水(虽然续集中出现了沼泽和森林)。这些运河，或者巴勒斯所说的水道，仍然是灌溉工程，但是这些渠道被大片耕地包围着，这使得它们的能见度有点可信。
- 1913年，“亚历山大·亚历山德罗维奇·波格丹诺夫”的《工程师梅尼》(Engineer Menni )一书详细介绍了火星运河的社会、科学和政治史以及建造运河对火星社会的经济影响。
- 1933年，“奥蒂斯·阿德尔伯特·克莱恩”(Otis Adelbert Kline)的《火星逃犯》一书中，火星有多条平行的运河，周围有墙和露台，并描述了火星机械建造运河的过程。
- 在1934年“斯坦利·格劳曼·温鲍姆”(Stanley G.Weinbaum)的《火星漫游》中，主角“贾维斯”(Jarvis)穿过了数条运河：一条是“约400英尺宽的干沟，在自己公司的地图上像铁路一样笔直”，一些运河旁边有“泥城”和植被。其中一条看起来像是一道漂亮的绿草坪，但实际是数以百计的小生物，当接近时，它们就会立刻散开。在1934年的续集《梦之谷》中，人们发现火星上的不同种族合作维护着运河系统，将南极冰盖的水向北调送。
- 1938年，“雷蒙德·津克·盖伦”(Raymond Z. Gallun)的短篇小说《黄昏的种子》一书讲述了在遥远的未来，地球上的人类和动物将受到一种外来植物的威胁。这种植物可以自适应地自我保护，甚至杀死攻击者。当它繁殖并与其他物种连接成长链时，这些相连的植物链开始通过它们形成的特殊内腔泵水。最后很明显，这种植物的孢子是从火星漂到地球上的，它开始像在火星上那样在地球上形成长长的运河。
- 1938年，在《沉寂的星球》一书中，“克利夫·斯特普尔斯·刘易斯”将“运河”(火星语中的"手杖")描述为几乎无空气的火星表面上巨大的裂谷系统，只有那里才聚集有可供生命所需的可呼吸空气和水，而火星的其他地区则已完全死亡。手杖是火星在被邪恶的地球守护天使攻击和毁灭后，为了拯救星球上仅存的一切，火星人在很久前就开工建造的一个巨大工程项目。
- 1946年，系列小说《太空突击队》之《非法世界》中，火星需要通过古老的运河系统从极地冰盖输送水来保持活力，该星球上保守的最大秘密是镭能发动机需要不间断的水流。
- “罗伯特·安森·海因莱因”对火星运河给出了两种描绘：
  - 在1947年《地球上的绿色山丘》一书中，盲诗人“瑞斯林”(Rhysling)创作了《大运河》(The Grand Canal)，描述了他第一次到达火星时所看到的火星主运河之美。在后来他失明后，瑞斯林没料到人类定居者的工业废料很快就严重污染了运河，并拆毁了运河畔一半美丽精致的建筑，将另一半转为工业用途，而残剩的火星土著却无力阻止他们。
  - 在1949年《红色星球》中，定居者利用冰冻的运河进行旅行和季节性迁徙(冬天运河结冰时乘破冰船，火星夏季冰川融化时乘船)。青少年“吉姆·马洛”和“弗兰克·萨顿”打算逃离洛厄尔寄宿学校，从冰封的火星运河上滑冰数千英里回家。
- 1949年，“弗雷德里克·布朗”《致长生鸟的信》中一位18万岁的讲述者提到他是运河挖掘人之一。
- 1950年，“雷·布莱伯利”的《火星纪事 》中，运河是延伸在石堤间的人工水道，里面荡漾着蓝色的水，有时被诗意地描述为充满了“绿色烈性酒”或“薰衣草酒”。1967年，布莱伯利在他的短篇小说《失落的火星之城》中重访了火星运河。
- 在“莱斯特·德尔·雷”(Lester del Rey)《被困火星》(Marooned on Mars)一书中，运河原来是一种像藤蔓一样的植物，在火星表面生长得很远。
- 在英国广播公司(BBC)1954年-1955年的广播节目《太空之旅：红色星球》中，运河是长满了类似大黄植物的山谷。
- 1964年的《鲁宾逊太空历险》(Robinson Crusoe on Mars )中，“基特·德莱波”(Kit Draper)和星期五通过地下运河逃离外星之敌，前往极地冰盖。
- 在1990年“科林·格陵兰”(Colin Greenland)的《收回一切》(Take Back Pluncy)中，人类到达火星后发现由于原建造者已灭绝很长时间，运河系统状况非常糟糕。人类定居者积极翻修运河，重新利用运河，在大运河发现了原建造者们埋藏的巨大城市，并对其进行了发掘，在运河周围建立了一座繁荣的人类城市。该座人类城市被命名为“斯基亚帕雷利”。
- 1998年蒸汽朋克的火星角色扮演游戏《空间：1889年》是纵横交错的人工运河，用来支持古老火星运河文明所居住的城市。
- 1991年的电脑游戏《终极：火星梦》以维多利亚时代火星探险为主线。火星运河扮演了一个非常突出的角色，因为主角们必须找到一种方法，将极地冰盖的冰重新注入到运河中。
- “金·史丹利·罗宾逊”在科幻小说《火星三部曲》(1993年-1999年)和《2312》(2012年)中，以洛厄尔的地图为灵感，通过在火星上创建运河(“用增强的太阳光加热地表”)，记载了火星地球化的过程，“使一个十九世纪的幻想构成了实际景观的基础”[16]。
- 在“斯蒂芬·迈克尔·斯特林”(S. M. Stirling)2008年的虚构历史小说《克里穆国王的宫殿》(In the Courts of the Crimson Kings)中，描述了在史前某个时期，火星被地球化并播种了包括早期人类在内的地球生命。火星人确实建立了覆盖整个星球的运河网，因为他们的世界异常干燥，但尚不清楚这是否就是19世纪洛厄尔所真正看到的。
- “肯·卡尔弗斯”(Ken Kalfus)2013年出版的小说《等边形》，完全建立在存在“人造”火星运河和阿拉伯沙漠中有一座火星人用来交流的巨大三角形建筑的假想上。
- “斯科特·沃克”(Scott Walker (singer)的《摇篮曲》 来自2014年灌制的专辑(含Sunn O))))，包含歌词”今晚我的助手将听到火星运河之声”。这首歌首次出现在乌特·兰帕(Ute Lemper)2000年专辑《惩罚之吻》中。

## 火星运河列表
斯基亚帕雷利和其他人以神话中冥界或地球上不同地方真实、传奇的河流名对它们进行了命名。

## 另请参阅
- 火星反照率特徵列表
- 火星观测历史
- 火星生命
- 太陽湖 (火星)
- 火星水文